# Impetuoso (cacciatorpediniere 1914)
L'Impetuoso è stato un cacciatorpediniere della Regia Marina.

## Storia
All'entrata dell'Italia nella prima guerra mondiale l’Impetuoso faceva parte, con i gemelli Impavido, Intrepido, Indomito, Irrequieto ed Insidioso, della II Squadriglia Cacciatorpediniere, di base a Taranto, ma si trovava al momento a La Spezia); comandante della nave era il capitano di corvetta Sirianni.
Il 9 giugno l'unità scortò, insieme ai cacciatorpediniere Indomito, Intrepido, Irrequieto, Insidioso, Animoso, Ardito, Ardente, Audace ed all'esploratore Quarto, gli incrociatori corazzati Giuseppe Garibaldi e Vettor Pisani, partecipando al bombardamento dei fari di Capo Rodoni e San Giovanni di Medua.
Il 3 dicembre la nave salpò da Brindisi per scortare, insieme ad Indomito, Intrepido, Irrequieto ed Insidioso, uno dei primi convogli di rifornimenti per le truppe italiane dislocate in Albania, composto dai trasporti truppe Re Umberto e Valparaiso (che trasportavano in tutto 1800 uomini e 150 quadrupedi). Giunto ormai il convoglio all'altezza di San Giovanni di Medua, il Re Umberto, con 765 uomini a bordo, urtò una mina (posata dal sommergibile austro-tedesco UC 14) ed affondò spezzato in due, in un quarto d'ora; i pronti soccorsi permisero tuttavia di salvare 712 uomini.
L'8 dicembre Impetuoso ed Insidioso scortarono da Taranto a Valona il piroscafo Palermo, con a bordo oltre 700 uomini e 43 quadrupedi.
Nella notte tra l'11 ed il 12 dicembre l’Impetuoso (al comando del capitano di corvetta Sirianni) e l’Insidioso scortarono da Taranto a Valona il piroscafo Valparaiso carico di truppe.
Il 23 febbraio 1916, insieme all’Insidioso, bombardò le postazioni d'artiglieria austro-ungariche situate sul Sasso Bianco, durante l'evacuazione di Durazzo. Nel corso della stessa giornata l’Impetuoso, i gemelli Ardito ed Indomito, l'esploratore Libia ed il vecchio ariete torpediniere Puglia si disposero nella rada di Durazzo a protezione dello sgombero della Brigata «Savona».
Secondo alcune fonti, nei giorni successivi l’Impetuoso avrebbe probabilmente affondato un U-Boot, ma non esistono conferme.

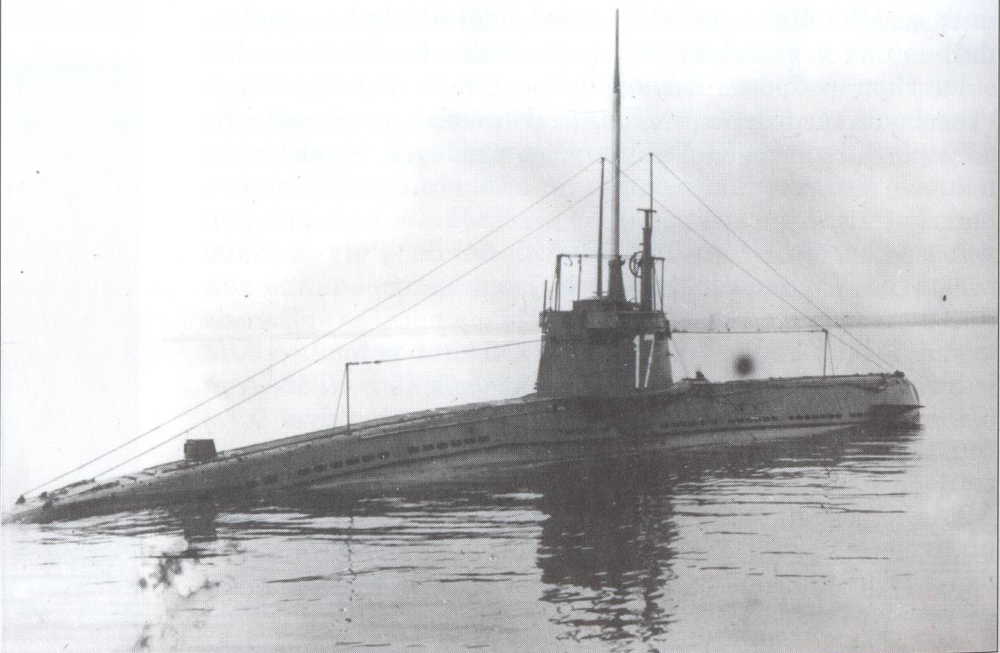
Il sommergibile austro-ungarico U 17, che affondò lImpetuoso

Il 9 luglio dello stesso anno l’Impetuoso (comandante Ponza di San Martino) e l’Irrequieto si posero all'inseguimento dell'esploratore austroungarico Novara, che aveva attaccato lo sbarramento del Canale d'Otranto ed affondato i drifters Astrum, Spei e Claivis, ma la nave avversaria riuscì a riparare a Cattaro prima di poter essere raggiunta.
Alle 15.30 del giorno seguente l’Impetuoso si trovava in navigazione unitamente all’Insidioso per pattugliare lo sbarramento, quando da bordo della nave fu avvistata la scia di un siluro (lanciato dal sommergibile austro-ungarico U 17), a soli 150 metri di distanza: non fu possibile evitare l'arma, che colpì l’Impetuoso causandone il subitaneo affondamento, in posizione 40°10' N e 18°50' E.
Tra l'equipaggio del cacciatorpediniere si registrarono 37 morti, mentre altri 51 uomini poterono essere tratti in salvo.